# Landschaftsschutzgebiet Unbenutzter Weg in Leerhafe
Das Landschaftsschutzgebiet Unbenutzter Weg in Leerhafe ist ein Landschaftsschutzgebiet im Landkreis Wittmund des Bundeslandes Niedersachsen. Es trägt die Nummer LSG WTM 00011. Als untere Naturschutzbehörde ist der Landkreis Wittmund für das Gebiet zuständig.

## Beschreibung des Gebiets
Das 1941 ausgewiesene Landschaftsschutzgebiet umfasst eine Fläche von 0,0064 Quadratkilometern und liegt südlich des Flusses Harle in Leerhafe, einem Stadtteil von Wittmund.

## Schutzzweck
Genereller Schutzzweck ist der „Schutz eines gehölzgesäumten aufgelassenen Weges vor Schädigung und Verunstaltung“. Dies will der Landkreis durch ein Abwehren jeglicher Nutzung und durch eine ausreichende Abzäunung der Wallhecken zu den angrenzenden landwirtschaftlichen Nutzflächen erreichen. Zudem schlägt der Landkreis eine Unterschutzstellung als Geschützter Landschaftsbestandteil vor, um den Schutz ausreichend zu sichern.